# 布依族古文字
布依族古文字，又稱古布依文、古布依字、方块布依字，用於書寫布依语。其是由布依族文化傳承者布依先生在古代創造並世代相傳的意音文字，在音，形和義上都有自己的系統，並且僅在布依族地區流通和使用。布依族古文字和漢字似有共同起源，兩者的分離應是一個漸進的過程，在幾百年來布依族古文字逐漸積累之後，脫離漢字的發展軌跡，形成了布依族的獨特字符。
這些文字所記載的經文和文獻，現存最多的是布依族先民的巫書，用於吉祥日子、天數和方向的選擇、占卜等。布依文還產生了傩书和文學作品。傩书一千多年來，在荔波的布依族中廣泛流傳， 其中，布依族文化中最有價值的內容是揚善，懲治惡，孝順父母，弘揚真理，善良和美的思想，成為當地布依族人的行為準則。敘事長詩《王玉連》是用布依语翻譯漢語歷史故事，並用古布依文字記錄的文學作品，它的抄本在望谟蔗香一带流行。

## 关联
方块布依字与书写壮语的方块壮字在借用汉字和造字方式上有相同或相近之处。